# Stepogóralek cętkowany
Stepogóralek cętkowany, góralek zaroślowy, góralek stepowy (Heterohyrax brucei) – gatunek ssaka z rodziny góralkowatych (Procaviidae) zamieszkujący południową i wschodnią Afrykę oraz półwysep Synaj.

## Taksonomia
Gatunek po raz pierwszy zgodnie z zasadami nazewnictwa binominalnego opisał w 1868 roku angielski zoolog John Edward Gray nadając mu nazwę Hyrax brucei. Miejsce typowe według oryginalnego opisu to Abisynia, tj. Etiopia. Holotyp to młodociana samica (sygnatura BMNH 57a) ze zbiorów Muzeum Historii Naturalnej w Londynie. Jedyny żyjący współcześnie przedstawiciel rodzaju stepogóralek (Heterohyrax).
W całym zasięgu występowania zaobserwowano znaczne geograficzne zróżnicowanie w kolorze sierści, co zaowocowało opisaniem wiele podgatunków, a dwie formy, antineae i chapini zostały uznane za odrębne gatunki; jednakże takson H. antineae zgłoszony dla gór Ahaggar w Algierii jest błędny, ponieważ tam występuje tylko Procavia capensis natomiast H. chapini z Matadi we wschodnio-środkowej Demokratycznej Republice Konga, podobno charakteryzujący się tylko dwiema parami sutków pachwinowych, został uwzględniony jako podgatunek H. brucei. Chociaż nie ma pewności co do tego, czy wszystkie te podgatunki są konspecyficzne, czy nie, sekwencje mtDNA cytochromu b wykazują, że przynajmniej podgatunki: hindei ze środkowej części zasięgu oraz ruddi i granti odpowiednio z Mozambiku i Południowej Afryki są bardzo różne i mogą być odrębnymi, ukrytymi gatunkami. Aby wyjaśnić taksonomię H. brucei, potrzebne są dalsze badania genetyczne dotyczące całego rozmieszczenia tego taksonu.
Formalnie rozpoznano dwadzieścia cztery podgatunki H. brucei. Podstawowe dane taksonomiczne podgatunków (oprócz nominatywnego) przedstawia poniższa tabelka:
| Podgatunek            | Oryginalna nazwa                    | Autor i rok opisu | Miejsce typowe | Holotyp |
| --------------------- | ----------------------------------- | ----------------- | --- | --- |
| H. b. albipes         | Heterohyrax brucei albipes          | Hollister, 1922   | Rzeka Telek, Loita Plains, Wielkie Rowy Afrykańskie, Kenia.                                                               | Skóra i czaszka dorosłej samicy (sygnatura USNM 181551) ze zbiorów Narodowego Muzeum Historii Naturalnej; okaz zebrany 17 maja 1911 roku przez Edmunda Hellera.                                               |
| H. b. bakeri          | Dendrohyrax Bakeri                  | J.E. Gray, 1874   | „Latiko” (tj. Fatiko), Uganda.                                                                                            | Skóra i czaszka samicy (sygnatura BMNH 1874.6.4.3) ze zbiorów Muzeum Historii Naturalnej w Londynie; okaz zebrany przez Samuela Bakera.                                                                       |
| H. b. bocagei         | Hyrax Bocagei                       | J.E. Gray, 1869   | Angola. | Samiec (sygnatura BMNH 1868.12.19.3) ze zbiorów Muzeum Historii Naturalnej w Londynie; okaz przesłał autorowi opisu José Vicente Barbosa du Bocage.                                                           |
| H. b. chapini         | Procavia chapini                    | Hatt, 1939        | 5 km na południowy zachód od Matadi, na szczycie wzgórza Loadi, Demokratyczna Republika Konga.                            | Skóra, czaszka i szkielet pozaczaszkowy dorosłej samicy (sygnatura AMNH 53800) ze zbiorów Amerykańskiego Muzeum Historii Naturalnej; okaz zebrany 27 grudnia 1914 roku przez Jamesa Chapina i Herberta Langa. |
| H. b. dieseneri       | Heterohyrax brucei dieseneri        | Brauer, 1917      | Guta, Zatoka Speke, Tanzania.                                                                                             | Okaz typowy pochodzi prawdopodobnie ze zbiorów Muzeum Historii Naturalnej w Berlinie. |
| H. b. frommi          | Procavia (Heterohyrax) frommi       | Brauer, 1913      | Dystrykt Mahenge, na południowy wschód od Iringa, Tanzania.                                                               | Okaz typowy pochodzi prawdopodobnie ze zbiorów Muzeum Historii Naturalnej w Berlinie. |
| H. b. granti          | Procavia brucei granti              | Wroughton, 1910   | Woodbush, północno-wschodnia Południowa Afryka.                                                                           | Dorosła samica (sygnatura BMNH 1906.4.3.102) ze zbiorów Muzeum Historii Naturalnej w Londynie; okaz zebrany 9 stycznia 1906 roku przez Claude’a Granta.                                                       |
| H. b. hindei          | Procavia brucei hindei              | Wroughton, 1910   | „Fort Hall”, Kikuyu, Kenia.                                                                                               | Dorosła samica (sygnatura BMNH 1903.11.1.13) ze zbiorów Muzeum Historii Naturalnej w Londynie; okaz zebrany 19 marca 1903 roku przez Sidneya Hinde’a.                                                         |
| H. b. hoogstraali     | Heterohyrax brucei hoogstraali      | Setzer, 1956      | Imurok, 20 mi (32 km) na południowy wschód od Torit, na wysokości 3000 ft (914 m), Ekwatoria Wschodnia, Sudan Południowy. | Skóra i czaszka dorosłej samicy (sygnatura FMNH 66868) ze zbiorów Muzeum Historii Naturalnej w Chicago; okaz zebrany 1 lutego 1950 roku przez Harry’ego Hoogstraala.                                          |
| H. b. kempi           | Procavia brucei kempi               | O. Thomas, 1910   | Południowo-wschodnie zbocza Mount Elgon, Kenia.                                                                           | Młodociana samica (sygnatura BMNH 1910.4.1.252) ze zbiorów Muzeum Historii Naturalnej w Londynie; okaz zebrany 20 października 1909 roku przez Roberta Kempa.                                                 |
| H. b. lademanni       | Heterohyrax lademanni               | Brauer, 1917      | Góry Kipengere, Mwakete, Tanzania.                                                                                        | Skóra (sygnatura ZMB 21361) i czaszka (sygnatura ZMB 21362) samicy ze zbiorów Muzeum Historii Naturalnej w Berlinie; okaz zebrany przez kpt. Lademanna i Bessera.                                             |
| H. b. manningi        | Procavia brucei manningi            | Wroughton, 1910   | Mlandżi, Malawi. | Dorosły samiec (sygnatura BMNH 1909.12.11.1) ze zbiorów Muzeum Historii Naturalnej w Londynie; okaz z kolekcji pana Browna.                                                                                   |
| H. b. mossambicus     | Hyrax mossambicus                   | W. Peters, 1870   | Mozambik. | Młodociana samica. |
| H. b. muenzneri       | Procavia (Heterohyrax) münzneri     | Brauer, 1913      | Kasanga, niedaleko jeziora Tanganika, Tanzania.                                                                           | Okaz typowy pochodzi prawdopodobnie ze zbiorów Muzeum Historii Naturalnej w Berlinie. |
| H. b. princeps        | Procavia brucei princeps            | O. Thomas, 1910   | Jezioro Dembel, na północ od jeziora Abbaja, Galla, Etiopia.                                                              | Dorosła samica (sygnatura BMNH 1906.11.1.51) ze zbiorów Muzeum Historii Naturalnej w Londynie; okaz zebrany 6 lutego 1905 roku przez Photiusa Zaphiro.                                                        |
| H. b. prittwitzi      | Heterohyrax brucei prittwitzi       | Brauer, 1917      | środkowo-wschodnia Tanzania.                                                                                              | Seria syntypów ze zbiorów Muzeum Historii Naturalnej w Berlinie. |
| H. b. pumilus         | Procavia pumila                     | O. Thomas, 1910   | 50 mi (80 km) na południowy wschód od Berbery, Somalia.                                                                   | Dorosły samiec (sygnatura BMNH 1904.5.9.28) ze zbiorów Muzeum Historii Naturalnej w Londynie; okaz zebrany 12 kwietnia 1904 roku przez Henry’ego Dunna.                                                       |
| H. b. ruddi           | Procavia brucei ruddi               | Wroughton, 1910   | Tambarara, góry Gorongosa, południowy Mozambik.                                                                           | Dorosła samica (sygnatura BMNH 1908.1.1.116) ze zbiorów Muzeum Historii Naturalnej w Londynie; okaz zebrany 12 maja 1907 roku przez Claude’a Granta.                                                          |
| H. b. rudolfi         | Procavia pumila rudolfi             | O. Thomas, 1910   | Północny kraniec jeziora Rudolfa, na wysokości 2000 ft (610 m), Etiopia.                                                  | Młodociany samiec (sygnatura BMNH 1906.11.1.50) ze zbiorów Muzeum Historii Naturalnej w Londynie; okaz zebrany 7 sierpnia 1905 roku przez Photiusa Zaphiro.                                                   |
| H. b. somalicus       | Procavia brucei somalica            | O. Thomas, 1892   | Berbera, Somalia. | Samica zakonserwowana w alkoholu (sygnatura BMNH 1888.6.20.6) ze zbiorów Muzeum Historii Naturalnej w Londynie; okaz z kolekcji Ethelberta Phillipsa.                                                         |
| H. b. ssongeae        | Heterohyrax brucei ssongeae         | Brauer, 1917      | Ssongea, Tanzania. | Syntypy – skóra (ZMB 23317) i czaszka (ZMB 19846); zebrane przez kpt. Lademanna. |
| H. b. thomasi         | Procavia thomasi                    | O. Neumann, 1901  | Kaffa, Gimirra i Binescho, rzeki Omo i Gelo (jedno ze źródeł Sobat), Sudan Południowy.                                    | Skóra i czaszka. |
| H. b. victorianjansae | Heterohyrax brucei victoria-njansae | Brauer, 1917      | Północno-zachodnia Tanzania.                                                                                              | Syntypy – skóra (ZMB 21298) i czaszka samicy (ZMB 21406) ze zbiorów Muzeum Historii Naturalnej w Berlinie. |

### Etymologia
- Heterohyrax: gr. ἑτερος heteros ‘inny’; rodzaj Hyrax Hermann, 1783 (góralek)[54].
- brucei: James Bruce (1730–1794), szkocki podróżnik i pisarz[1][55].
- albipes: łac. albus ‘biały’; pes, pedis ‘stopa’, od gr. πους pous, ποδος podos ‘stopa’[56].
- bakeri: Sir Samuel White Baker (1821–1893), brytyjsjki podróżnik[5].
- bocagei: prof. José Vicente Barboza du Bocage (1823–1907), portugalski ornitolog[57][58].
- chapini: dr James Paul Chapin (1889–1964), amerykański ornitolog, artysta, kolekcjoner z Konga Belgijskiego, kurator Amerykańskiego Muzeum Historii Naturalnej[59][60].
- dieseneri: kpt. Diesener[21].
- frommi: kpt. Paul Fromm (1864–1940), niemiecki oficer, służył w armii w Niemieckiej Afryce Wschodniej i Niemieckiej Afryce Południowo-Zachodniej[61].
- granti: kpt. Claude Henry Baxter Grant (1878–1958), angielski oficer, służył w British Army, ornitolog w Muzeum Historii Naturalnej w Londynie w latach 1898–1903 i 1932–1958, kolekcjoner z Ameryki Południowej z 1908 roku i Tanganiki z lat 1916–1932[62][63].
- hindei: dr Sidney Langford Hinde (1863–1931), brytyjski lekarz wojskowy, przyrodnik, kolekcjoner z Konga w latach 1891–1894 i z Kenii w latach 1895–1901[64][65].
- hoogstraali: dr Harold Hoogstraal (1917–1986), amerykański entomolog, parazytolog, badacz medyczny, podróżnik po Nowej Gwinei, Filipinach, Madagaskarze i tropikalnej Afryce[66][67].
- kempi: Robert „Robin” Kemp (1871–1949), angielski księgowy, przyrodnik, kolekcjoner z Sierra Leone w latach 1902–1904, z Nowej Zelandii w latach 1906–1907, z Afryki Wschodniej w latach 1908–1909, z Australii w latach 1912–1914 i z Argentyny w latach 1916–1917[68][69].
- lademanni: kpt. Lademann, niemiecki oficer[21].
- manningi: gen. bryg. Sir William Henry Manning (1863–1932), angielski oficer służący w British Army, komisarz ds. Brytyjskiej Afryki Centralnej w latach 1897–1899, komisarz Somali Brytyjskiego w 1910 roku, gubernator Nyasalandu w latach 1911–1913, gubernator Jamajki w latach 1913–1918, gubernator Cejlonu w latach 1918–1925[70].
- mossambicus: Mozambik[71].
- muenzneri: sierż. Max Münzner (żył w 1911), niemiecki podoficer, służył w Armii Cesarstwa Niemieckiego w Niemieckiej Afryce Wschodniej, odkrywca[72].
- princeps: łac. princeps, principis ‘książę, szef, lider’, od primus ‘główny’, forma wyższa od prior, prius ‘pierwszy’; capere ‘brać’[73].
- prittwitzi: mjr von Prittwitz, niemiecki oficer[22].
- pumilus: łac. pumilus ‘karzeł’[74].
- ruddi: Charles Rudd(inne języki) (1844–1916), angielski przedsiębiorca działający w Afryce Południowej, prezes De Beers Mining Company w 1880 roku, sponsor wypraw do tropikalnej Afryki[75][76].
- rudolfi: Jezioro Rudolfa, Etiopia[16].
- somalicus: Somaliland / Somalia[77].
- ssongeae: Ssongea, Tanzania[28].
- thomasi: Oldfield Thomas (1858–1929), angielski zoolog[78].
- victorianjansae: Jezioro Wiktorii (ang. Lake Victoria) i Jezioro Niasa, Afryka Wschodnia[22].

## Zasięg występowania
Stepogóralek cętkowany występuje w zależności od podgatunku:

- H. brucei brucei – Etiopia.
- H. brucei albipes – Kenia.
- H. brucei bakeri – Uganda.
- H. brucei bocagei – Angola.
- H. brucei chapini – stepogóralek żółtoplamy[30] – Demokratyczna Republika Konga.
- H. brucei dieseneri – Tanzania.
- H. brucei frommi – Tanzania.
- H. brucei granti – Południowa Afryka.
- H. brucei hindei – Kenia.
- H. brucei hoogstraali – Sudan Południowy.
- H. brucei kempi – Kenia.
- H. brucei lademanni – Tanzania.
- H. brucei manningi – Malawi.
- H. brucei mossambicus – Mozambik.
- H. brucei muenzneri – Tanzania.
- H. brucei princeps – Etiopia.
- H. brucei prittwitzi – Tanzania.
- H. brucei pumilus – Somaliland.
- H. brucei ruddi – Mozambik.
- H. brucei rudolfi – Ethiopia.
- H. brucei somalicus – Somaliland.
- H. brucei ssongeae – Tanzania.
- H. brucei thomasi – Sudan Południowy.
- H. brucei victorianjansae – Tanzania.

Gatunek endemiczny dla Afryki od północno-wschodniego Sudanu przez Półwysep Somalijski, na południe do prowincji Limpopo i Mpumalanga w Południowej Afryce, a także w Angoli, gdzie występują izolowane populacje. Wiele populacji nie można przypisać do żadnego z w.w. podgatunków.

## Wygląd i budowa anatomiczna
Pod względem budowy morfologicznej i trybu życia jest bardzo podobny do góralka przylądkowego.
Długość ciała 32–56 cm; masa ciała 1,3–3,6 kg. Charakteryzuje się krótszą i bardziej szczeciniastą niż u innych gatunków sierścią. Futro jest w gamie koloru szarego, aż po ciemnobrązowy. Nad oczami często występują jasne plamy (prawie białe). Kolejna jasna plama znajduje się na grzbiecie. Także spodnia część futra jest koloru jasnego.
Przednie łapy tych ssaków mają 5 palców. Podeszwy łap posiadają wyspecjalizowane mięśnie, działające jak przyssawki, a na ich powierzchni znajdują się gruczoły potowe, które zapewniają stałą wilgoć i zmniejszają tarcie. Pomaga to góralkom we wspinaniu i poruszaniu się po skałach.
Góralki posiadają kilka innych przystosowań do trybu życia, jaki prowadzą: posiadają dobrze rozwinięty narząd Jacobsona, który pełni funkcję wyspecjalizowanej struktury węchowej. Jako że dużo czasu spędzają wygrzewając się na słońcu, ich oczy chronione są przez strukturę zwaną umbraculum, która jest swego rodzaju tarczą osłaniającą źrenicę oka. Dzięki temu zwierzęta mogą patrzeć w słońce. Dodatkowo w przewodzie Eustachiusza góralków znajduje się para komór powietrznych, ang. gutteral pouch, która umożliwia wydawanie bardzo głośnych dźwięków stanowiących znaki ostrzegawcze.
Liczba chromosomów wynosi 2n = 54. Kariotyp charakteryzuje się dwudziestoma parami autosomalnych chromosomów akrocentrycznych, dwoma parami subtelocentrycznych, dwoma parami submetacentrycznych i dwoma parami metacentrycznych. Chromosom X jest największym chromosomem submetacentrycznym, a Y bardzo małym akrocentrycznym.

## Ekologia
Ssak ten żywi się ziołami, trawami, liśćmi, korą, korzeniami, nie gardzi insektami. Jak inne z rzędu Hyracoidea żyje w dużych stadach (od 5–34 osobników). Góralek zaroślowy zajmuje wyłącznie tereny górzyste, ich kolonie występują na kamienistych pagórkach, skalnych zboczach, ścianach i stosach luźnych głazów. Przedstawiciele Heterohyrax brucei nie kopią nor. Rozkład wysokości, na których żyją zawiera się w przedziale od poziomu morza do przynajmniej 3,8 tys. m n.p.m. w górach. Skaliste środowiska są odpowiednimi przestrzeniami do życia omawianego ssaka ze względu na obecność licznych szczelin do ochrony przed pogodą i drapieżnikami.
Osobniki tego gatunku mogą mieszkać w grupach zawierających setki zwierząt. Cechują się dobrym słuchem i ostrym wzrokiem. Zazwyczaj kilka osobników z grupy pilnuje i ostrzega innych jej przedstawicieli o nadchodzącym niebezpieczeństwie. Wydają przy tym głośny ostrzegawczy krzyk. Szczyt aktywności góralek zaroślowych osiągany jest rano i wieczorem, gdy poszukują pożywienia lub wygrzewają się na słońcu grupami. Zwiększa to ich metabolizm i powoduje wzrost uczucia głodu.
Okres lęgowy tego gatunku trwa od kwietnia do czerwca. Ciąża trwa około 7 i pół miesiąca, a na świat przychodzi od jednego do czterech młodych. Rodzą się one w gniazdach wyścielonych futerkiem i są w stanie podążać za dorosłymi w ciągu kilku godzin po urodzeniu. Góralek ten żyje od 10 do 14 lat. Głównymi wrogami naturalnymi góralka zaroślowego są pytony, lamparty, mangustowate, szponiaste. W niektórych sytuacjach także człowiek poluje na góralka, np. w przypadku braku jakiegokolwiek innego źródła mięsa.
Wielu badaczy podkreśla koegzystencję i zadziwiającą zgodę góralka zaroślowego z góralkiem przylądkowym. Osobniki tych dwóch gatunków zajmują nakładające się na siebie terytoria, razem wygrzewają się na słońcu, nocują, pozwalają młodym osobnikom na wspólne zabawy. Nie konkurują o źródła pokarmu ze względu na odmienne preferencje pokarmowe.

## Znaczenie w ochronie środowiska i dla gospodarki
Nie istnieją żadne istotne zagrożenia wobec tego gatunku, chociaż w niektórych rejonach jest on lokalnie tropiony. Społeczności w obrębie wzgórz Matobo opierają swoją dietę na mięsie góralka, które stanowi główne źródło białka.
Przedstawiciele Heterohyrax brucei są prawdopodobnymi żywicielami dla pierwotniaków Leishmania aethiopica, jednakże nie zaobserwowano u niego zmian chorobowych ani obecności pasożytów w inwazyjnym stadium amastygoty.
Opisywany gatunek figuruje w Czerwonej Księdze Gatunków Zagrożonych jako gatunek najmniejszej troski.

## Aktualne kierunki badań naukowych
Badania prowadzone nad Heterohyrax brucei dotyczą sprawdzenia istnienia korelacji w wyżynaniu się zębów, czasie trwania ciąży i wieku osiągania dojrzałości płciowej między góralkowatymi a innymi ssakami. Stwierdzono, że wczesne wyżynanie się zębów koreluje z wydłużonym czasem ciąży u naczelnych i Tupaia. Chociaż góralki przypominają antropoidalne naczelne pod względem tych cech, nie są to jeszcze wystarczające podstawy, zgodnie z historią i parametrami życia ssaków wywodzących się z kontynentu afrykańskiego, do potwierdzenia tej hipotezy.
Przeprowadzone zostały również badania dotyczące czynników takich jak obecność człowieka, wysokość i wielkość pagórków, na których żyje ten gatunek, wpływających na populację góralek, m.in. Heterohyrax brucei. Badania zrealizowane były na terenie Parku Narodowego Serenegeti w Tanzanii.